# Gaetano Cicognani
Gaetano Cicognani (Brisighella, 26 de noviembre de 1881 – Roma, 5 de febrero de 1962) fue un cardenal y diplomático italiano.

## Biografía
Nació en Brisighella, provincia de Rávena, en 1881. Su hermano menor, Amleto Giovanni Cicognani, fue también cardenal. Sintió la vocación religiosa, y en 1904 fue ordenado sacerdote en Faenza. En 1925 fue nombrado arzobispo titular de Ancyra y nuncio apostólico de Bolivia, iniciando una carrera como diplomático de la Santa Sede: de Bolivia pasó en 1928 a Perú, cargo en el que estuvo hasta 1936; en esa fecha fue destinado a Austria, destino que ocupó hasta que el 3 de abril de 1938 fue invitado por las autoridades nazis a abandonar el país; por último, fue nuncio en España, lugar en el que desempeñó su función hasta 1953.
Durante su nunciatura en España se procupó de cuestiones muy variadas: desde asuntos humanitarios —en los que la Santa Sede se involucró desde el comienzo de la guerra civil— como la atención a prisioneros y exiliados, hasta asuntos religiosos relacionados con la política del momento, como el problema con el clero vasco nacionalista. También fue uno de los impulsores del XXXV Congreso Eucarístico Internacional, celebrado en Barcelona en 1952. Por ese motivo, tiene dedicada una plaza en Barcelona, en el barrio del Congreso.

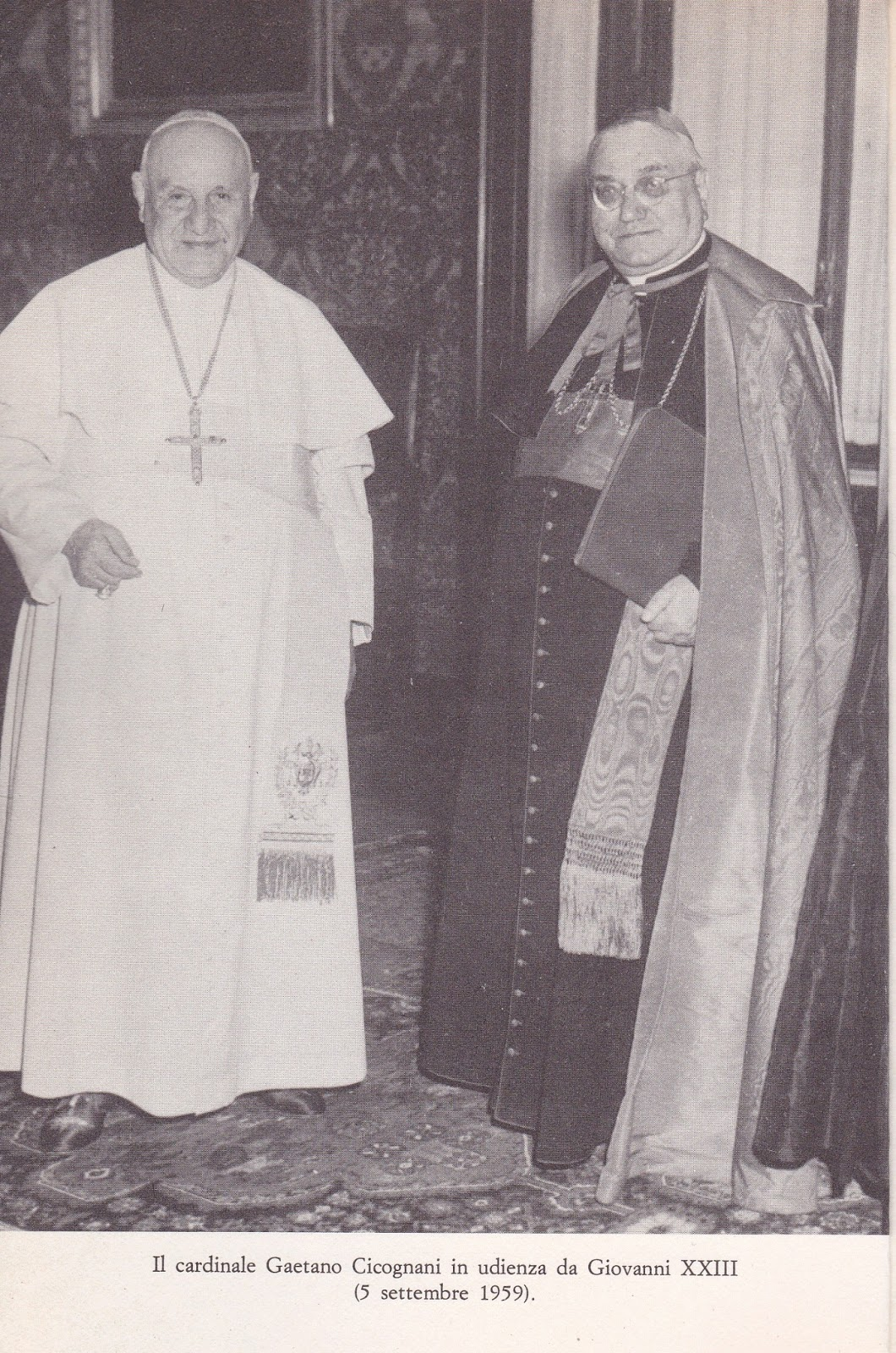
El cardenal Gaetano Cicognani en audiencia con Juan XXIII (5 de septiembre de 1959)

En 1953 fue nombrado cardenal presbítero de Santa Cecilia por el papa Pío XII, así como prefecto de la Sagrada Congregación de Ritos. Al año siguiente recibió el cargo de proprefecto del Tribunal Supremo de la Signatura Apostólica, en el que estuvo hasta 1959. Al mes de retirarse fue nombrado cardenal obispo de la sede suburbicaria de Frascati. Participó en el cónclave de 1958, en el que fue elegido papa Juan XXIII.
En diciembre, su hermano Amleto, por una dispensa especial del derecho canónico, también fue elevado al Colegio Cardenalicio. Esta ley había afligido tanto a Gaetano, pues consideraba que frenaba la carrera de su hermano, que una vez estuvo a punto de llorar cuando alguien le dijo bromeando: "Por tu culpa, tu hermano no puede ser cardenal". El 14 de diciembre de 1959 fue nombrado cardenal obispo de Frascati por el papa Juan XIII.
Murió en Roma, a los 80 años, y está enterrado en la colegiata de S. Michele, en su Brisighella natal.